# Шойер, Андреас
Андреас Шойер (нем. Andreas Scheuer; род. 26 сентября 1974, Пассау) — немецкий политик, член ХСС. Федеральный министр транспорта и цифровой инфраструктуры с 14 марта 2018 по 8 декабря 2021 года.

## Биография
В 1998 году сдал первый государственный экзамен в университете Пассау на право преподавать в школе, позднее окончил там же магистратуру по политологии, экономике и социологии. В 2004 году получил степень доктора философии в Карловом университете (Прага). В 2014 году Шойера обвинили в плагиате, но проведённая специальной комиссией Карлова университета проверка опровергла эти обвинения.
В 2002 году избран в Бундестаг по партийному списку от Баварии, а по итогам выборов 2017 года победил в одномандатном округе Пассау с результатом 47,5 %.
До 2007 года занимал различные должности в партийном аппарате ХСС на местном и земельном уровне. С 2009 по 2013 год во втором кабинете Меркель являлся парламентским статс-секретарём своего однопартийца, министра транспорта Петера Рамзауэра, а в декабре 2013 года был единогласно избран генеральным секретарём ХСС.
14 марта 2018 года получил портфель министра транспорта и цифровых технологий при формировании четвёртого правительства Меркель.
Выступает против запретов на вождение и против экономической иммиграции, за возможно более широкое распространение цифровых технологий. Поскольку приёмная работа Шойера на государственный экзамен преподавателя была посвящена теме «Человеческое достоинство в новых документах конференции епископов Германии», от него ждут положительного воздействия на имидж ХСС и церкви в современном германском обществе.
8 декабря 2021 года приведено к присяге правительство Олафа Шольца, в котором Шойер не получил никакого назначения.